# Viber

Viber är en chattjänst-app som tillhandahåller text- och tal-kommunikation för smartphones utvecklad av Viber Media. Utöver chatt kan användare utbyta bilder, video och ljud. Programvaran är tillgänglig för Apple iOS, Android, Windows Phone, BlackBerry OS, Nokia Series 40, Symbian, Bada, Mac OS Classic och Microsoft Windows. En 64-bitars Linux-version är tillgänglig på båda .deb (Debian och Ubuntu) och .rpm (Fedora och openSUSE) paket format. Viber fungerar på både 3G/4G och Wi-Fi-nätverk. Den kräver installation på en telefon för att fungera på ett operativsystem. I februari 2014 hade Viber över 100 miljoner användare per månad av 280 miljoner globala registrerade användare.